# Johnny Morales
Johnny Morales Aquino (* 2. April 1983) ist ein guatemaltekischer Straßenradrennfahrer.
Johnny Morales gewann 2003 die Gesamtwertung bei der Vuelta de la Juventud Guatemala. 2004 kam er auf den 8. Platz in der Einerverfolgung der Panamerikanischen Meisterschaften. In der Saison 2005 wurde er guatemaltekischer Meister im Straßenrennen und er wurde erneute Erster bei der Vuelta de la Juventud Guatemala. Bei der B-Weltmeisterschaft 2007 in Kapstadt belegte Morales den elften Platz im Einzelzeitfahren. 2008 gewann er die sechste Etappe der Vuelta a Guatemala und belegte den zweiten Platz in der Gesamtwertung.

## Erfolge
2005
- Guatemaltekischer Meister – Straßenrennen

2008
- eine Etappe Vuelta a Guatemala

## Teams
- 2012 Mario Estrada-Jalapa